# Mesochorus rudis
Mesochorus rudis är en stekelart som beskrevs av Dasch 1974. Mesochorus rudis ingår i släktet Mesochorus och familjen brokparasitsteklar. Inga underarter finns listade i Catalogue of Life.